# 兒童模特兒

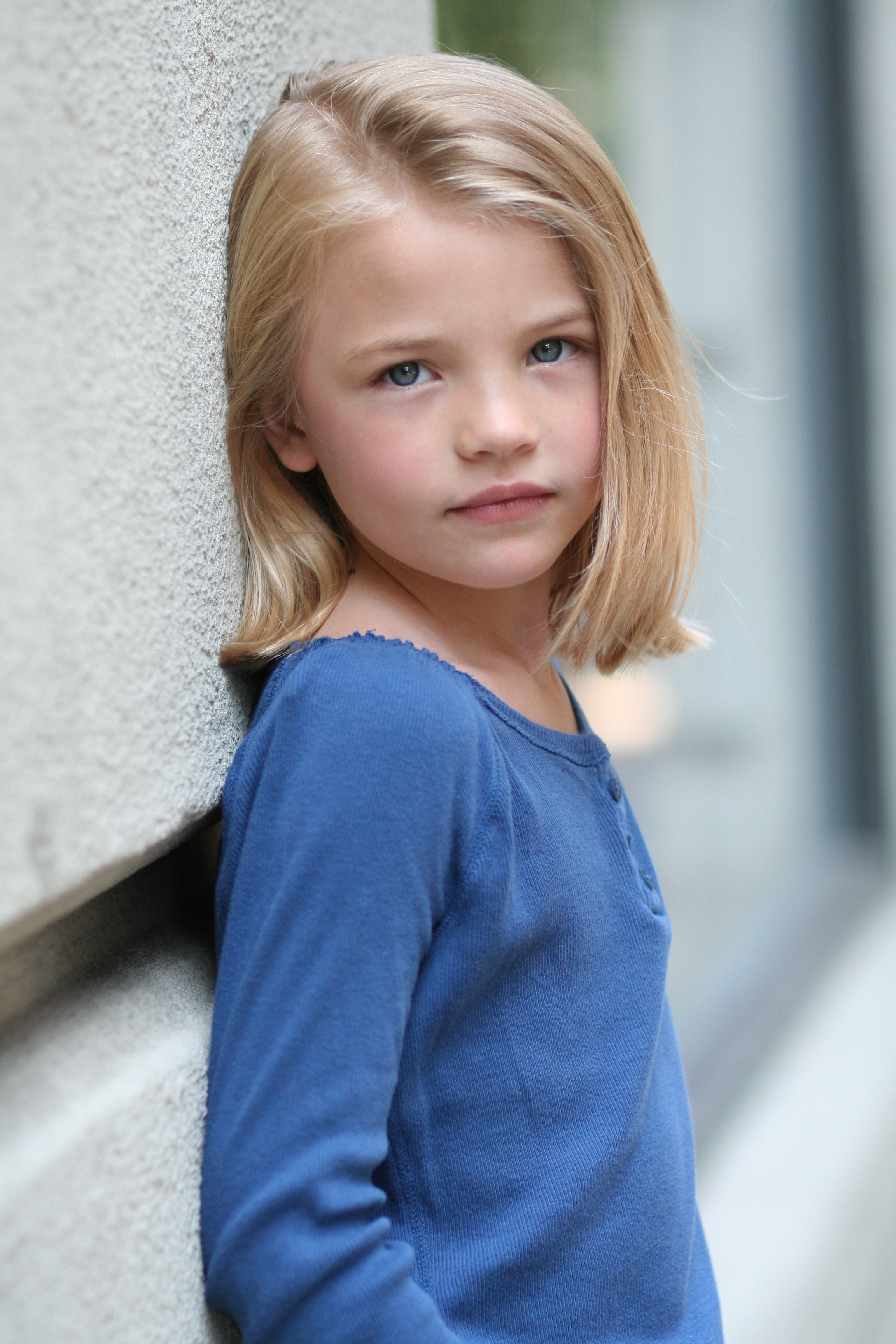
在許多的商業訴求上會用到兒童模特兒，多半是因為其天真的特質

兒童模特兒是童星的一種，是指受雇在展覽、廣告或商業产品推廣中出現的儿童，或是作為藝術品（例如摄影、绘画或雕塑）主角的兒童。

## 職業內容
歷史上有許多的藝術作品都是以兒童為主角。在近數十年，因為商業媒體的興起，也開始出現兒童模特兒。許多演員是從兒童模特兒出身，例如威廉米勒、安達祐實、布魯克·雪德絲、娜婭·里維拉、娜奧美·金寶、珍妮佛·康納莉、凱瑟琳·海格、潔西卡·艾巴、艾希莉·班森、琳賽·蘿涵等人。《Lisanne: A Young Model》一書中描述利桑·福爾克的生活，她是1970年代和布魯克·雪德絲同在福特模特兒公司的兒童模特兒。她和布魯克·雪德絲都是比較成功的兒童模特兒，在雜誌封面（例如《17）雜誌、時尚照片、雜誌廣告以及郵購目錄中都有其作品。二位模特兒都在1977年的西爾斯百貨及Montgomery Ward目錄中出現。二人在長大後轉往影發展。曾經是兒童模特兒的澳洲女星摩根·費瑟斯通已有相當知名度，但仍因為看起來比實際年齡要大而被批評。
這些兒童模特兒的成功讓許多的兒童（及其家長）考慮把模特兒當成兼職的職業。實際上，大部份兒童模特兒的工作是由已經有相關經驗，且已和經紀公司建立合作關係的兒童模特兒所完成。對於兒童模特兒而言，最難的是找到第一份工作。這一般是由已在參與模特兒相關工作的人轉介而來的。也有可能直接洽詢模特兒經紀公司。有時也會舉辦活動找出有潛力的兒童模特兒。